# Поклонник (фильм, 2015)
«Поклонник» (англ. The Boy Next Door — дословно «Парень по соседству») — американский эротический триллер 2015 года режиссёра Роба Коэна. В главных ролях Дженнифер Лопес и Райан Гузман. Фильм рассказывает о том, как Клэр Петерсон — разведённая учительница литературы в средней школе — провела одну ночь с 19-летним студентом и соседом Ноем Сэндборном, который после этого стал ею одержим, прибегнув к преследованию и шантажу.

## Сюжет
Учительница Клэр Петерсон (Дженнифер Лопес) рассталась со своим мужем Гарреттом (Джон Корбетт), после того как он изменил ей со своей секретаршей. Коллега и лучшая подруга Вики Лэнсинг (Кристин Ченовет) настоятельно призывает Клэр развестись. В то же время Клэр встречает Ноя Сэндборна (Райан Гузман) — осиротевшего племянника прикованного к инвалидной коляске соседа, только что переехавшего в соседний дом. Ной начинает дружить с подростком Кевином (Иэн Нельсон), сыном Клэр, и ходит в школу, где она преподаёт английскую литературу. Ной общается с Клэр, выражая свою любовь к Илиаде Гомера. В то время как Кевин с Гарреттом уехали далеко на рыбалку, Клэр из своего окна наблюдает за голым Ноем в его комнате.
Клэр идёт на двойное свидание с Вики, её бойфрендом Итаном (Трэвис Шульдт), и его бесцеремонным другом Купером (Брайан Махони). После небольшой перепалки она уходит, решая провести время дома, но раздаётся телефонный звонок. Кевин ещё не приехал, и Ной просит Клэр помочь ему с готовкой. Они вместе ужинают у Ноя дома, во время ужина Ной беззастенчиво флиртует с ней. Несмотря на колебания Клэр, она позволяет Ною соблазнить её, они проводят ночь вместе. На утро Клэр говорит Ною о том, что сожалеет о случившемся ночью, и он в ярости разбивает кулак о стену. Новый учебный год начинается с поступления Ноя в класс Клэр. Выясняется, что кто-то взломал компьютер Клэр и отправил электронное письмо директору с просьбой о переводе Ноя в класс Клэр. Ной манипулирует Кевином, внушая ему ненависть к отцу. В спортивном зале, где Ной и Кевин вместе занимались боксом, у Кевина случается приступ, и Ной спасает ему жизнь, введя инъекцию адреналина. Ной дарит Клэр цветы, к которым прикреплена карточка с просьбой о втором шансе, но получает отказ, после чего становится свидетелем её свидания с Гарретом, и его одержимость ею возрастает.
После инцидента, когда Ной в попытке защитить Кевина от хулигана Джейсона (Адам Хикс) неоднократно ударил его о шкафчик, Вики, являющаяся проректором в школе, обнаруживает, что Ной был изгнан из своей предыдущей школы за хулиганство. После встречи, на которой Ной оскорбляет Вики, она выгоняет его из кабинета. В этот же день Клэр, провожая сына на школьный бал, узнаёт о потопе в мужском туалете, идёт по следу утечки, где она видит слова «Я трахал Клэр Питерсон», написанные Ноем на стене. Ной пытается заставить Клэр обратить внимание на него, но она требует, чтобы он держался подальше от неё и Кевина. На следующий день Ной оставляет работающий принтер в классе Клэр, печатающий и разбрасывающий вокруг изображения их секса. В то же время у автомобиля Гарретта не сработали тормоза, и он с Кевином чуть не попал в аварию. Ной шантажирует Клэр, говоря ей о том, что у него есть видеозапись их секса, которые он уступит ей, если она продолжит спать с ним. Она отказывается и вместе с Вики замышляет заговор, чтобы увести Ноя от его дома. Клэр врывается в дом Ноя и видит в подвале сотни распечатанных фотографий. Она находит его ноутбук, удаляет их секс-видео, а также замечает автомобильные тормоза, подумав, что это Ной повредил машину Гарретта. Клэр встречается с детективом Джонни Шу (Франсуа Шо), который сообщает ей, что отец Ноя погиб при столкновении своего микроавтобуса с грузовиком.
Ной хватает и связывает Вики, и с помощью аудиозаписи её голоса заманивает Клэр в её дом. Клэр приходит и обнаруживает мёртвое тело Вики с перерезанным горлом. В ужасе Клэр пытается связаться с полицией, но наталкивается на Ноя. Он рассказывает ей, что его мать покончила с собой после того, как его отец изменил ей, после чего он подменил тормоза отцовского микроавтобуса, убив его вместе с любовницей. Ной уводит Клэр в сарай своего дома, где находятся похищенные им Гарретт и Кевин, угрожая убить их, если Клэр не останется с ним. В попытке их освобождения Клэр вступает в физический конфликт с Ноем. Он выливает керосин вокруг сарая, заставив её зажечь пламя. Освободившись, Гарретт пытается задушить Ноя верёвкой, побудив его выстрелить ему в грудь. Клэр выкалывает глаз Ноя инъектором Кевина. Позже, когда он держит Кевина под дулом пистолета, она нажимает за своей спиной на переключатель, который сбрасывает двигатель на Ноя и убивает его. Клэр и Кевин помогают раненому Гаррету выйти из горящего дома.

## В ролях
| Актёр           | Роль             |
| --------------- | ---------------- |
| Дженнифер Лопес | Клэр Петерсон    |
| Райан Гузман    | Ной Сэндборн     |
| Джон Корбетт    | Гарретт Петерсон |
| Иэн Нельсон     | Кевин Петерсон   |
| Кристин Ченовет | Вики Лэнсинг     |
| Лекси Эткинс    | Элли Каллахан    |

| Актёр         | Роль                    |
| ------------- | ----------------------- |
| Хилл Харпер   | принципал Эдвард Уоррен |
| Трэвис Шульдт | Итан                    |
| Брайан Махони | Купер                   |
| Адам Хикс     | Джейсон Циммер          |
| Франсуа Шо    | детектив Джонни Шу      |
| Бэйли Чейз    | Бенни                   |

## Производство

### Концепция и сценарий
Сценарист фильма Барбара Карри, имевшая за своими плечами десятилетний опыт работы адвокатом по уголовным делам, разработала концепцию сценария после того, как во время пробежки увидела «дом мечты», который вместе с мужем захотела купить. Впоследствии она узнала, что напротив живёт, по её выражению, «плохой мальчик», ходивший с её сыном в одну школу. Карри подумала, что её сын может подружиться с этим мальчиком, который будет влиять на него, и отмела идею о покупке дома, так как ей в голову пришла идея, что такое соседство порождает конфликты и «вбивает клинья внутри семьи», которая и послужила вдохновением для сценария. Первые проекты сценария были сосредоточены на жизни 12-летнего мальчика в контексте судебного разбирательства между матерью и отцом, после их развода из-за измены последнего, что сделало её более чувствительной. Позже, Карри начала перерабатывать проект под влиянием реальной истории Мэри Кей Летурно — учительницы, вступившей в связь со своим несовершеннолетним студентом и осуждённой за обвинения в изнасиловании. Режиссёр Роб Коэн отмечал, что в изначальном сценарии парень по соседству был моложе, но он порекомендовал Карри увеличить его возраст до 17 лет, потому что чувствовал, что зрители могут потерять сочувствие к герою. Говоря о характере своей геронии, Дженнифер Лопес позже говорила, что Клэр чувствует себя «бесполезной» после обмана мужа, и «люди могут это понять. Они могут понять, что она делает ошибку в такой момент, как этот».
По оценкам журналистов, сюжет фильма схож с триллерами «Фанатка» (2002 год) и «Основной инстинкт» (1992 год), а также с картиной «Роковое влечение» (1987 год), но только уже производства 2015 года. Так как господствовавший в 1990-х годах жанр «эротический триллер» постепенно ослаб, Коэн заявил, что хотел снова «изобрести жанр в игровой форме», отражающий «2015, а не 1990».

### Подготовка и кастинг
6 сентября 2013 года было объявлено о том, что режиссёром фильма с бюджетом от 3 до 4 млн долларов США стал Роб Коэн, а продюсерами — Джейсон Блум и Джон Джейкобс. Главную роль получила Дженнифер Лопес, взявшая на себя роль сопродюсера через свою компанию «Nuyorican Productions», наряду с менеджером и бизнес-партнёром Бенни Мединой. Подбор актёров был возложен на Нэнси Нейор. 19 сентября роль в фильме получила Кристин Ченовет. 14 октября Джон Корбетт был утверждён на роль бывшего мужа персонажа Лопес. 25 октября роль парня по соседству получил Райан Гузман, ранее принявший участие в пробах к фильму «Пятьдесят оттенков серого» (2015). 18 ноября к команде актёров присоединился Хилл Харпер

### Съёмки
И повторю, что имея большую интенсивность, имея 25 дней и зная, что мы имеем так много всего, чего нужно достичь в каждый день, иногда мы собирались и смотрели на лист вызовов: "Как, черт возьми, мы сделаем всё это за один день? Мы должны были быть и являлись настоящей командой, и всё было сделано с весельем и большим взаимодействием.
Съёмки начались осенью 2013 года. 20 ноября Лопес была замечена в Лос-Анджелесе в образе спортивной брюнетки, готовящейся к эмоциональной сцене. В других местах, она была сфотографирована в жилете и в очках, а также в джинсах и зелёном пуховом жакете. В декабре 2013 года съёмки прошли в парке «Пласерита-Каньон» в Ньюхолле (Санта-Кларита, штат Калифорния). Лопес была также замечена на съёмках дополнительных сцен в апреле 2014 года. В общей сложности, съёмки заняли 23 дня.
Говоря о маленьком бюджете фильма, Дженнифер Лопес заявила, что «все эти четыре миллиона долларов были выложены перед камерой! Мы все делили один трейлер, у нас не было обслуживающего персонала, скажем так, это были не типовые съёмки роскошных фильмов». Она также отметила, что из-за ограниченности в средствах, съёмочный период был «супер интенсивным», добавив, что «я никогда не делала такой фильм в моей карьере. Это был первый раз, когда мы так делали, но всё это для меня стало освобождением в качестве художника, заставив понять, что я могу сделать всё, и даже фильм, какой я хочу, как этот». Касательно персонажа Гузмана, Лопес отметила, что «это не простая роль, перейти от симпатичного мальчика по соседству в то, чем завершается превращение. Это действительно сложно, даже для самого опытного актера». Во время съёмок Гузман сам ввёл в сюжет одну из самых запоминающихся линий фильма под названием «Я люблю печенье твоей матери».

## Рекламная кампания
8 сентября 2014 года был выпущен трейлер к фильму. В октябре был представлен постер, на котором изображена Лопес, стоящая у окна в кружевной ночной сорочке. Так как фильм в большей степени по мнению его создателей ориентирован на женскую и латиноамериканскую аудиторию, Лопес организовала большой пресс-тур Майами по продвижению данной картины. В рамках этой кампании, она посетила шоу «¡Despierta América!» и «Nuestra Belleza Latina» на испаноязычной телекомпании «Univision», и последняя программа поднялась в рейтинге на 22 % с появлением Лопес. По оценкам обозревателей, деятельность по рекламе фильма в социальных медиа и в интернете среди латиноамериканской аудитории во многом сыграла положительную роль в преддверии выхода в прокат.

## Прокат
В США фильм был выпущен в прокат 23 января 2015 года. В тот же день, картине было посвящено 105 000 сообщений в социальной сети «Twitter». По системе классификации Американской ассоциации кинокомпаний, фильм получил рейтинг «R» из-за «насилия, сексуального содержания/наготы, и языка». Ранее, Роб Коэн заявлял об отказе рассмотреть вопрос о прохождении картины по рейтингу «PG-13» — "Первое, что я сказал, было: «Если вы хотите, я сделаю фильм по рейтингу. Я не хочу иметь дело с сексом и снять его как для 13-летних».
27 февраля фильм вышел в прокат в Великобритании. Так как дистрибьюторы, в частности компания «Universal Studios», удалили из картины две секунды материала, Британский совет по классификации фильмов присвоил фильму сертификат «15» из-за присутствия «жёсткого насилия, угроз, очень жёсткого языка», однако оставив и версию с сертификатом «18».
26 марта фильм вышел в прокат в России. Министерство культуры РФ присвоило картине рейтинг «18+» с пометкой «запрещено для детей».
28 апреля фильм выйдет на Blu-Ray и DVD.

## Кассовые сборы
Будучи проданным для проката в 2602 североамериканских кинотеатра, по прогнозам фильм должен был заработать от 12 до 15 млн долларов США за первый уик-энд. В день открытия было собрано 5,7 млн долларов, в результате чего бюджет картины окупился с избытком. Фильм получил второе место в американском прокате после картины «Американский снайпер», собрав за уикенд 14,9 млн долларов — значительно большую сумму, чем полученную от других новых релизов на данной неделе. По оценкам издания «The Hollywood Reporter», 45 % аудитории составили латиноамериканцы, а 71 % — женщины. Фильм стал лучшим в прокате на уикенд для Лопес, после романтической комедии «Свадебный переполох» (2001 год) с 13,5 млн долларов. Для Лопес этот фильм также стал лучшей картиной в жанре «триллер», опередив «Глаза ангела» (2001 год, 9,2 млн), «С меня хватит» (2002 год, 14 млн) и «Паркер» (2013 год, $ 7 млн). Кроме того, это самое большое живое появление Лопес со времени появления фильма «Если свекровь — монстр» (2005 год), вышедшего почти десять лет назад. Фильм закончил внутренний прокат с 35,4 млн долларов, заработав ещё 17 млн на зарубежных рынках.

## Критика
Фильм получил в целом негативные отзывы кинокритиков, хотевших, но не получивших от его просмотра обещанных «манерных острых ощущений». На ресурсе «Rotten Tomatoes» фильм получил 11 % одобрительных отзывов на основе 133 рецензий со средним рейтингом 3,3 из 10 (). На сайте «Metacritic» фильм получил оценку 30 из 100 на основе 33 рецензий с «в целом неблагоприятными отзывами».
Томас Ли из газеты «San Francisco Chronicle» написал — «почему Лопес решила сделать такое неумелый и заражённый клише фильм, можно только догадываться». Питер Кеуг из «The Boston Globe» отметил, что данная картина «может в конечном итоге стать одним из худших фильмов 2015 года, но также и одним из самых увлекательных». Джордан Хоффман из «The Guardian» дал фильму две звезды из пяти, написав, что «он плох, но и не так уж и плох», отметив, что «для потенциально культового, он мог бы быть гораздо большим». Роберт Абель из «Los Angeles Times» резко отозвался о фильме, назвав его «барахлом, которое чувствует себя подобно фильмам для Lifetime и вечерней кабельной халтуре на скорую руку», отметив скучную игру Гузмана. Леа Гринблатт из «Entertainment Weekly» так же написала, что фильм «несколько помешан на словечках из диалогов типа Lifetime», охарактеризовав его сценарий как «слишком робкий для того, чтобы полностью погрузиться в большую тему, на которую он намекает». Несмотря на негативные отзывы, Лопес получила и похвалы. Ричард Лоусон из «Vanity Fair» написал, что учитывая материал, Лопес на самом деле чертовски хороша в фильме, достаточно серьёзно показывая, что это не утомительный лагерь, но и давая знать, что она и не делала Шекспира, отметив, что «она радостно смотрится» на протяжении всего фильма. Клаудиа Пуиг из «USA Today» заявила, что данный фильм показал прогресс Лопес по сравнению с её ролями в предыдущих романтических комедиях, назвав её картинное воплощение — «правдоподобно мощным в моменты физического конфликта». Даниэль Д’Аддарио из журнала «Time», назвал фильм «неуклюжим и смешным», но также «редким фильмом о женщинах» и «плохим фильмом, в котором сейчас нуждается Голливуд», добавив, что «новый проект Лопес представляет собой искреннюю попытку извлечения выгоды из очень реального общественного голода заключающегося в желании увидеть женщину в центре мейнстримного кино — не инди, а старомодного попкорн-фильма. Может ли любая ориентированная на парней картина получить номинацию на Лучший фильм или Лучшую актрису? Если каждый директор, на каждом уровне амбиций, делал бы коммерчески амбициозные фильмы о женщинах, Парень по соседству не чувствовал бы себя так извращенно освежающим».
Ряд журналистов в своих публикациях особенно подвергли критике сцену, где Ноа даёт Клэр печатную книгу, которая, как предполагается, является первой изданной копией Илиады, написанной около 3000 лет назад в Греции. В связи с этим, Эми Хейдт из Slate отметила, что первые английские издания появились в 16-м и 17-м веках, описав книгу Ноа, как оформленную в «безупречном твёрдом переплете, который выглядит как Джейн Остин от Penguin Classics, которую продают в Urban Outfitters». После выхода фильма на экраны, словосочетание «Илиада, первое издание» вышло на первое место в поисковых запросах на сайте онлайн-продаж «AbeBooks», в связи с чем пресс-секретарь данного ресурса Ричард Дэвис сказал, что «похоже, люди, которые смотрели фильм, пытаются найти фактическое издание вручённое Лопес, имеющее тёмно-жёлтый и синий цвета. Я не могу идентифицировать книгу, увиденную в фильме, ни с чем, что в настоящее время продаётся на AbeBooks».
Российские журналисты тоже подвергли фильм резкой критике. Так, Андрей Митрофанов из газеты «Амурская правда» заявил, что фильм «в очередной раз продемонстрировал, что сойдет и так — сыро, неумно и дешево», сравнив его с «кино, которое достойно разве что выпуска на видеокассетах в соответствующие 90-е годы прошлого века. Тогда такие „триллеры“ делали пачками». Также выразилась и Эльвира Муравицкая из издания Дни. Ру, отметившая, что «хотя Лопез с Гузманом силились вытащить фильм из пучины шаблонности, вышел в итоге самый обычный триллер, не рассчитанный на особые переживания или какие-то умозаключения». В то же время, Наталья Соколова из Российской газеты отметила, что картину «трудно подвести под какое-то конкретное жанровое определение. Немного эротики, немного драмы, а под конец фильм и вовсе превращается в леденящий триллер», причём «из эротики всего одна сцена. Та самая, за которую главная героиня будет расплачиваться на протяжении всего фильма», также отметив, что «сценарий написан на скорую руку», вследствие чего «фильм превратился в самый обыкновенный триллер», который невозможно было ожидать «от режиссёра крепких боевиков Роба Коэна». Однако, Олег Зинцов из газеты «Ведомости» отметил, что фильм важен фактом сплочения семьи перед лицом бедствий, являющимся «одним из главных запевов голливудских психотриллеров, на которых зритель, дрожа, получает моральный урок и осознаёт важность защиты традиционных ценностей, — в этом смысле массовые жанры гораздо эффективнее государственной пропаганды и клерикальной цензуры. Вместо того чтобы осуждать, запрещать и не пущать, лучше наглядно показать, что, чуть дал слабину, оступился, допустил нравственное падение, — маньяк уж тут как тут. И либо он тебя, либо вы его — сообща, всей семьёй, а для этого надо простить друг друга и вообще стать лучше».

## Награды и номинации
| Год  | Награды          | Категория               | Номинант        | Результат | Прим.         |
| ---- | ---------------- | ----------------------- | --------------- | --------- | ------------- |
| 2015 | MTV Movie Awards | Лучший испуг до ус***ки | Дженнифер Лопес | Победа    | [ 67 ] [ 68 ] |
| 2015 | Золотая малина   | Худшая женская роль     | Дженнифер Лопес | Номинация |               |